# Illkofen (Barbing)
Illkofen ist ein Ortsteil der Gemeinde Barbing im Landkreis Regensburg in Bayern mit 482 Einwohnern (Stand 1. Januar 2025). Am nördlichen Dorfrand fließt die Donau.

## Geschichte
Das Pfarrdorf wird geprägt durch die Kirche St. Martin mit ihrem auffallend geformten Turm. Die Pfarrei ist eine Urpfarrei und kann auf 1200 Jahre Geschichte zurückblicken.
Die ehemals selbstständige Gemeinde Illkofen entstand mit dem bayerischen Gemeindeedikt von 1818 und wurde am 1. Januar 1978 (mit dem am 1. April 1949 eingegliederten Ort Auburg) in die Gemeinde Barbing eingegliedert.

## Bauwerke
- Katholische Filialkirche St. Martin: Der Chor und das Untergeschoss des Turmes sind in romanischen Stil. Das vordere Langhaus und das achteckige Turmobergeschoss mit Kuppel und Laterne stammen aus dem Ende des 17. Jahrhunderts. 1933 wurde das Langhaus mit der großen Orgelempore vergrößert.

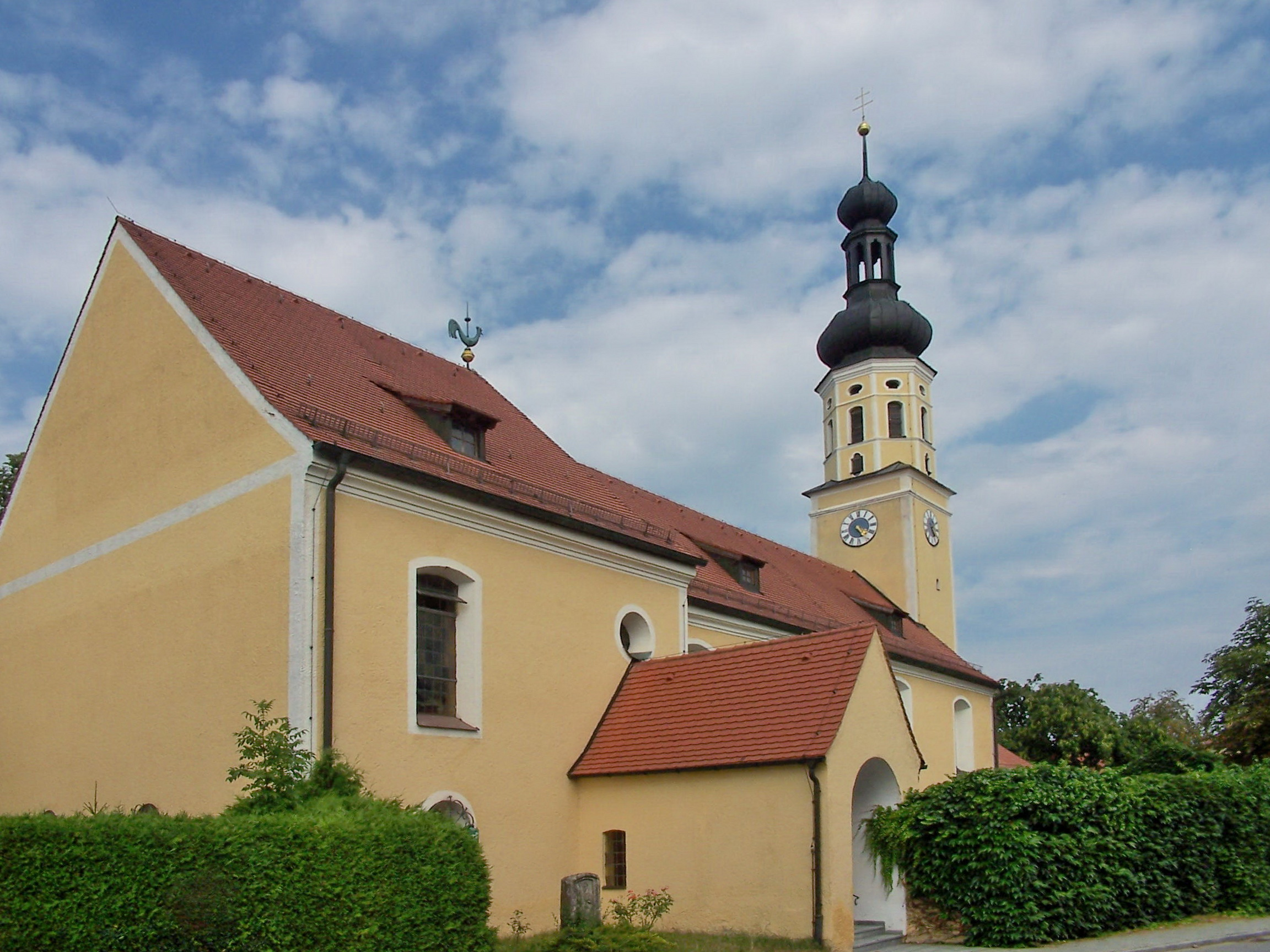
Sankt Martin in Illkofen

## Vereine
- Burschenverein Illkofen (mit Mädchenabteilung)
- FF Illkofen
- Fischerverein Illkofen
- Kath. Frauenbund Illkofen
- Krieger- und Res. Verein Illkofen
- Obst- und Gartenbauverein Illkofen-Eltheim-Friesheim
- SpVgg Illkofen
- Vdk Illkofen/Sarching